# 哨兵 (亞利桑那州)
哨兵（英語：Sentinel）是位於美國亞利桑那州馬里科帕縣的一個非建制地區。該地的面積和人口皆未知。

## 地理
哨兵的座標為32°51′29″N 113°12′38″W / 32.85806°N 113.21056°W，而該地的平均海拔高度為211米（即692英尺）。